# Castell del Vernet (Perpinyà)

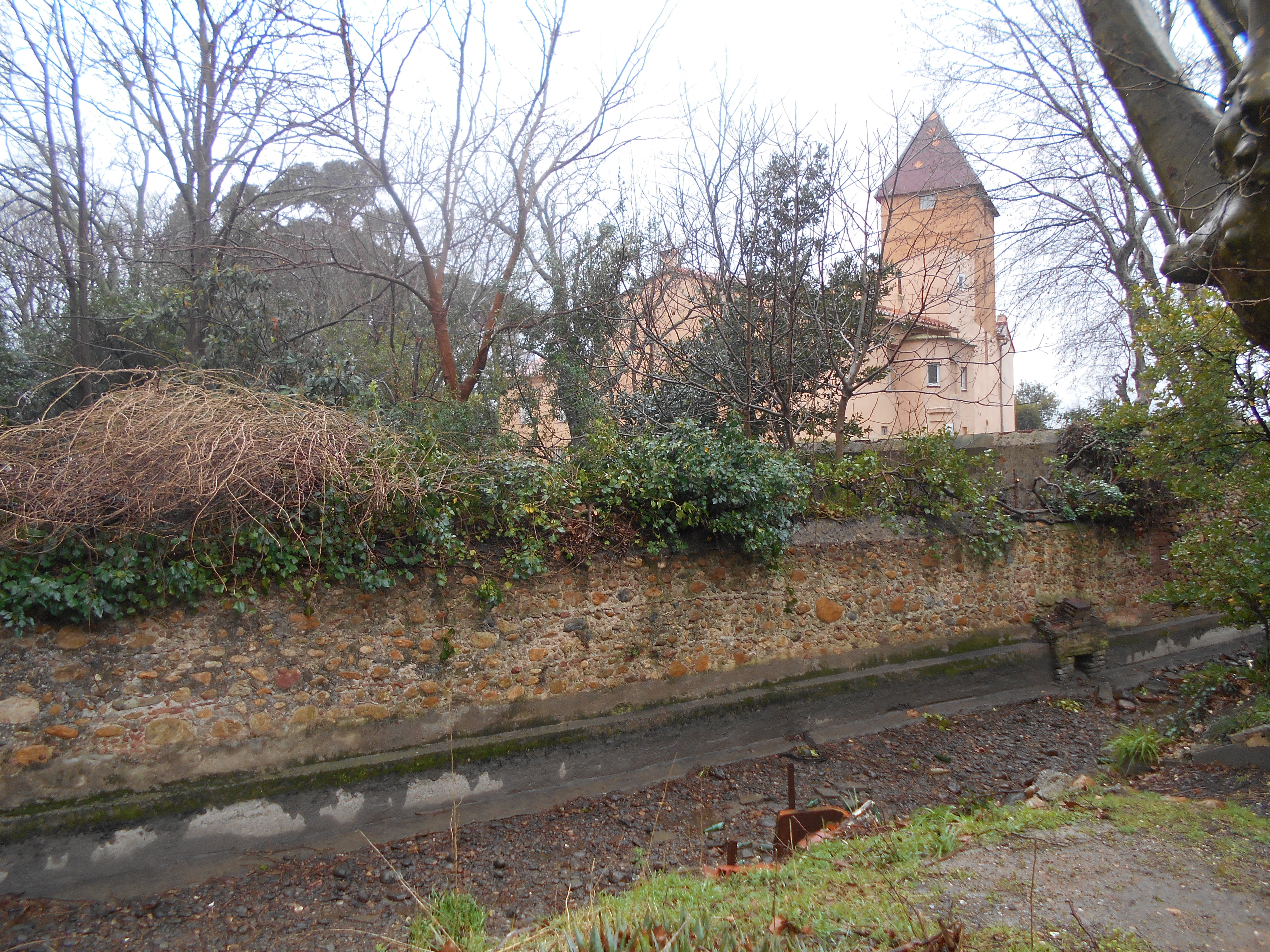
El Castell del Vernet

El Castell del Vernet és una fortificació militar medieval que dona nom al barri del Vernet de Perpinyà, a la comarca del Rosselló (Catalunya Nord).
Està situat a l'Alt Vernet, en el número 289 de l'avinguda del Mariscal Joffre, a l'espai de la Clínica La Rossellonesa, a prop al sud-est de Sant Cristòfol del Vernet. És al fons del camí que passa pel costat sud de la clínica, amagat rere els edificis de primera filera i la mateixa natura. Queda ran del Rec del Vernet i de Pià. Actualment forma part del conjunt de serveis per a afectats per diverses malalties que hi ha en els entorns, i el castell serveix com a centre per a persones paralitzades.
La manera com ha estat adequat l'edifici del vell castell del Vernet ha emmascarat indegudament l'edifici medieval, que roman del tot amagat per les modernes refaccions del bastiment.

## Història
La villa Vernet està documentada des del 899, i un llinatge Vernet apareix des del segle X fins al xiii, tot i que des del segle xii aquesta família apareix arrelada a la Salanca, probablement a Torrelles, on el 1207 consten com a cosenyors. El 1273 la darrera generació dels Vernet s'extingeix sense descendència: Ponç del Vernet és frare franciscà a Perpinyà, i Anna del Vernet es casà amb Guillem de Castellnou, per la qual cosa les possessions dels Vernet passaren a mans del llinatge de Castellnou.